# アブドゥレヒム・オトキュル
アブドゥレヒム・オトキュル（ウイグル語：ئابدۇرېھىم تىلەشۈف ئۆتكۈر，Abdurëhim Tileshüf Ötkür; 中国語:阿布都热依穆·乌提库尔, 1923年 - 1995年）は、ウイグル人の詩人、作家であり古典文学の研究家。
クムル（中国語 哈密）において出生。クムル、ウシュトゥルファン(中国語 烏什)、アクス及びウルムチ等の地域で教育を受け、1942年新疆学院（現新疆大学）を卒業。その後、「アルタイ報」(阿爾泰報 - Altay Geziti）という新聞社で1949年まで編集を担当した。1949年から1980年までの間、ウイグル語、中国語、ロシア語、及び英語の翻訳に従事した。1980年以降は、新疆社会科学院文学研究所の高級研究員を務めた。この間、1988年に「福樂智慧」研究協会の副主席に任命されたほか、「突厥語大辭典」及び「福樂智慧」の編集と出版を行った。

## 作品
アブドゥレヒムは、ウイグル語で詩と小説を執筆した。最初の詩を発表したのは、1940年である。「心愁」と「塔里木河沿」は、彼の詩で特に著名である。また、晩年に書かれた２編の小説「足跡」及び「覚醒大地」三部作は、いずれも、著名なウイグル語の小説として知られており、外国語でも翻訳出版されている。
- "Yürek Mungliri" （中国語「心愁」）（詩歌），蘭州：1946.
- "Tarim Boyliri" （タリム川沿い）（詩歌），天山出版社，1948.
- "Qeshqer Kéchisi" (「カシュガルの夜」, 中国語「喀什噶爾之夜」)（長詩），ウルムチ：新疆人民出版社，1980.（中国語訳 1988年）
- "Iz" （「足跡」）（小説），ウルムチ, 新疆人民出版社，1985, ISBN 9787228006021.  (日本語訳「英雄たちの涙 - 目覚めよ、ウイグル」 まどか出版 2009年, ISBN 9784944235476)
- "Ömür Menzilliri" , ウルムチ、 新疆青年出版社, 1985.
- "Oyghanghan Zimin" (「覚醒した大地」)（小説，三部作），1989, ISBN 9787228114757.
- 「人生里程」（詩集），1989.